# Gamasomorpha humicola
Gamasomorpha humicola is een spinnensoort uit de familie van de Dwergcelspinnen (Oonopidae).
De wetenschappelijke naam van de soort werd in 1947 gepubliceerd door Reginald Frederick Lawrence.